# Sisyrinchium novoleonense
Sisyrinchium novoleonense är en irisväxtart som beskrevs av Guy L. Nesom och L.Hern. Sisyrinchium novoleonense ingår i släktet gräsliljor, och familjen irisväxter. Inga underarter finns listade i Catalogue of Life.